# انون (ترکیب شیمیایی)

ساختار کلی انون‌ها که در آن Rها نشان دهنده شاخه‌های جانبی هستند.

انون‌ها(به انگلیسی: Enone) دسته‌ای ترکیبات شیمیایی غیر اشباع هستند که از یک هیدروکربن غیر شباع شامل یک پیوند دوگانه که دارای یک گروه کربونیل است، تشکیل شده‌است. ساده‌ترین انون موجود متیل وینیل کتون است.